# Гребля Гунітра
Гребля Гунітра (Guenitra) – гідротехнічна споруда на півночі Алжиру. Також відома як гребля Ум-Туб (d'Oum Toub).
Греблю спорудили в 1978 – 1984 роках на уеді Фесса (Fessa), лівій притоці уеду Гіблі (Guebli), який впадає до Середземного моря за три десятки кілометрів на північний захід від Скікди. Водозбірний басейн вище від споруди складає 202 км2, а її головним призначенням є водопостачання та іригація.
В межах проєкту долину уеду перекрили земляною греблею висотою 69 метрів та довжиною 152 метри. Водозлив споруди забезпечує під час повені проходження 757 м3/с, тоді як нижня водопропускна споруда має продуктивність у 211 м3/с. 
Гребля утворила водосховище об’ємом 125 млн м3 із нормальним рівнем поверхні на позначці 139 метрів НРМ (під час повені цей показник може зростати до 141,5 метра НРМ). Унаслідок замулення водосховище за рік втрачає лише 0,13 млн м3 об’єму.